# Ich glaub es geht schon wieder los
Ich glaub es geht schon wieder los ist ein Lied des deutschen Schlagersängers Roland Kaiser aus dem Jahr 1988. Der Text und die Komposition entstammt der Zusammenarbeit von Franz Bartzsch, Roland Kaiser und Peter Wagner. Inhaltlich geht es in dem Stück um einen Mann, der die extreme Lust auf das Leben verspürt.

## Veröffentlichung
Ich glaub es geht schon wieder los wurde erstmals als Single im August 1988 bei Hansa veröffentlicht und war Teil von Kaisers zwölften Studioalbum Seitenblicke, das im Oktober des Jahres herauskam. Die B-Seite war  Was willst Du von mir.
In der ZDF-Hitparade trat Kaiser mit dem Lied am 7. September 1988 auf, als Platz drei der zu dieser Zeit per Tippscheinverfahren gewählten Titel. Auch bei Ein Kessel Buntes am 10. März 1990 sang Kaiser das Lied.

## Titelliste der Single
7″-Single
1. Ich glaub es geht schon wieder los (3:40)
2. Was willst Du von mir (3:37)

## Charts und Chartplatzierungen
Ich glaub es geht schon wieder los erreichte in Deutschland Rang 54 der Singlecharts und konnte sich 8 Wochen in den Charts platzieren. Für Kaiser wurde es als Autor sowie als Interpret war es seine 19. Singleauskopplung, die sich in den deutschen Musikcharts platzierte.
| ChartsChartplatzierungen | Höchstplatzierung | Wochen |
| ------------------------ | ----------------- | ------ |
| Deutschland (GfK)        | 54 (8 Wo.)        | 8      |

## Coverversionen
- 1988: Cliff Carpenter und sein Orchester[5]
- 2005: Markus Becker & Willi Herren[5]
- 2007: Die Lollies[5]
- 2010: Wolfgang Lippert[5]
- 2016: Die Grubertaler[5]